# 평화선

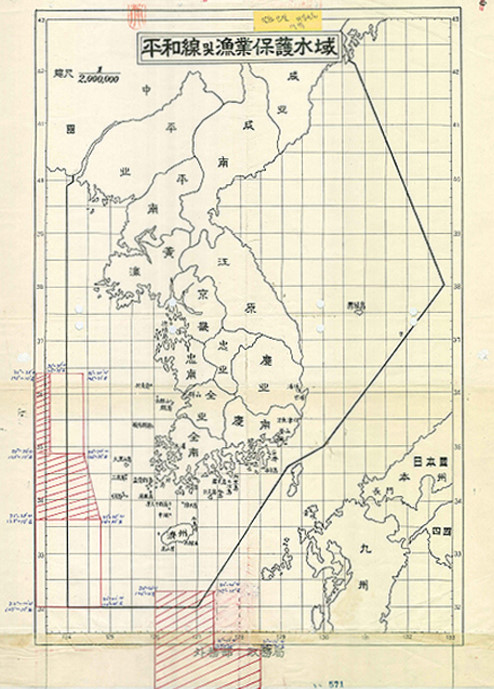
1952년 당시 이승만이 선언한 평화선

평화선(平和線, 영어: Peace Line)은 1952년 1월 18일 대한민국의 대통령 이승만이 대통령령 ‘대한민국 인접해양의 주권에 대한 대통령의 선언’을 공표함으로써 설정된 대한민국과 주변국가간의 수역 구분과 자원 및 주권 보호를 위한 경계선이다. 미국, 중화인민공화국, 일본에서는 이승만 라인(영어: Seungman Rhee line, 중국어 정체자: 李承晩線, 일본어: 李承晩ライン)으로 부른다. 이는 오늘날 배타적 경제 수역과 비슷한 개념이다. 이렇게 해양 경계선이 획정되었는데 1952년 2월 8일 이승만 정부는 동선을 설정한 주목적은 한·일 양국간의 평화유지에 있다고 발표함으로써 이를 "평화선"이라 부르게 되었다. 평화선의 설정목적은 해양분할이 국제적 경향이 됨에 따라 정당방위책으로 해안 어족(魚族)의 보호와 생물자원의 육성을 기하고, 특히 발달한 일본 어업활동으로부터 영세적인 한국어민을 보호하려는 데 있었으며, 국제관계상 합법적인 조치였다. 이 경계선은 독도를 대한민국의 영토로 포함하고 있다.
1952년 1월 18일 이승만은 동해에 평화선을 선포하였고, 2월 12일 미국은 이승만의 평화선을 인정할 수 없다고 이승만에게 통보해왔으나 이승만은 이를 묵살하였다. 이 경계선은 제2차 세계대전 이후 1945년 9월 27일 미국이 일본어업의 조업구역으로 설정한 ‘맥아더 라인’이 1951년 9월 8일 샌프란시스코 미일평화조약이 1952년에 발효됨에 따라 무효화되자 이승만은 이를 대체할 법안으로 당시 한국과 일본과의 어업분쟁에서 대한민국의 주장에 의한 방위 수역을 설정하고자 한 것이다. 한반도 주변 수역 50-100해리의 범위를 가지고 있다.
이 선언에 대해 미국과 일본은 반대하였는데, 특히 당시 일제강점기 이후 외교관계가 정상화 되지 않았던 일본과는 어로 문제, 독도를 포함한 해양 영토 문제로 이후 13년간의 분쟁을 불러일으켰다. 대한민국은 일본 어선 328척을 나포, 일본 어부 3929명을 감금 억류하였고 이 과정에서 일본 어부 44명이 사망하였다. 그리고 일본 정부에게 형무소에 수감중인 한국인 범죄자를 석방할 것을 요구, 일본 정부는 이 요구를 받아들여 한국인 수감자 472명에게 특별 영주권을 주고 석방하였다.

## 배경
평화선이 설정된 직접동기는 맥아더 라인과 밀접한 관계가 있다. 종전 직후 미국을 중심한 연합국은 일본 어업이 세계어장에 출어하여 남획(濫獲)하는 것을 막기 위해서 1947년 2월 4일 맥아더사령부 명령으로 일본어선의 출어금지선을 책정하였기 때문에 한국은 직접적으로 큰 혜택을 받아왔다. 그러나 1951년 9월 8일 샌프란시스코 강화조약이 조인됨으로써 맥아더 라인은 자동적으로 철회될 운명(샌프란시스코 강화조약이 1952년 4월에 발효할 예정이었다.)에 있었고, 그것은 곧 일본어선의 한국연안 대거출어·남획을 가져올 것이 분명했기 때문에 한국정부는 이에 대한 사전준비 대책으로 평화선을 선포하게 된 것이다.

## 인접해양의 주권에 대한 대통령의 선언의 내용
1952년 당시는 한반도는 6.25 전쟁 중이었다. 부산을 임시 수도로 한 대한민국의 대통령 이승만은 한국의 연안수역보호를 통해 수산 자원과 광물, 공산주의 국가로부터의 안보와 인근 국가로부터의 영토주권을 주장하기 위한 선언을 만들게 되었다. 공식명칭은 '인접해양의 주권에 관한 대통령선언'으로서 1952년 1월 18일 국무원 공고 제14호로 선포되었다. 그 요약된 내용은 다음과 같다;
1. 대한민국정부는 국가의 영토인 한반도 및 도서의 해안에 인접한 해붕(海棚)의 상하에 이미 알려진 것과 또 장래에 발견될 모든 자연자원, 광물 및 수산물을 국가에 가장 이롭게 보호·보존 및 이용하기 위하여 그 심도 여하를 막론하고 인접해양에 대한 주권을 보존하며 또 행사한다.
2. 평화선 안에 존재하는 모든 자연자원 및 재부(財富)를 보유·보호·보존 및 이용하는 데 필요한 다음과 같은 한정된 연장해양에 걸쳐 그 심도 여하를 불문하고 인접국가에 대한 국가의 주권을 보지하며 또 행사한다. 특히, 어족 같은 감소될 우려가 있는 자원 및 재부가 한국국민에게 손해가 되도록 개발되거나, 또는 국가에 손상이 되도록 감소 혹은 고갈되지 않게 하기 위하여, 수산업과 어로업을 정부의 감독하에 둔다.
3. 상술한 해양의 상하 및 내에 존재하는 자연자원 및 재부를 감독하며 보호할 수역을 한정할 경계선을 선언하며 또 유지한다. 이 경계선은 장래에 구명될 새로운 발견·연구 또는 권익의 출현으로 인하여 발생하는 새로운 정세에 맞추어 수정할 수 있다.
4. 인접해안에 대한 본 주권의 선언은 공해상의 자유항행권(自由航行權)을 방해하지 않는다.

정부는 동선언 제3항 규정에 따라 1952년 12월 12일 '어업자원보호법'을 제정, 동선 내의 해양의 어업자원보호를 위한 관리수역을 명시하고(제1조), 동 수역안에서 어업활동을 하려는 자는 주무장관의 허가를 받아야 한다고 규정함으로써(제2조), 국적여하를 불문하고 한국정부의 허가를 받아야 하며, 이를 위반하면 처벌받게 되었다.
한국 정부는 이러한 전례가 없다는 일본의 주장에 대해 1945년 미국의 트루먼 대통령에 의한 '연안어업에 대한 선언'과 '해저와 지하자원에 관한 선언' 그리고 아르헨티나(1946년), 파나마(1946년), 칠레(1947년), 코스타리카(1948년), 엘살바도르(1950년), 온두라스(1951년), 칠레, 페루, 에콰도르(1952년) 등 다른 나라에서 채택한 유사한 사례가 있다고 주장하였다.
이 선언은 이후 한국의 수역 내에서 외국 선박의 불법 어로 행위를 단속하는 근거가 되었다.

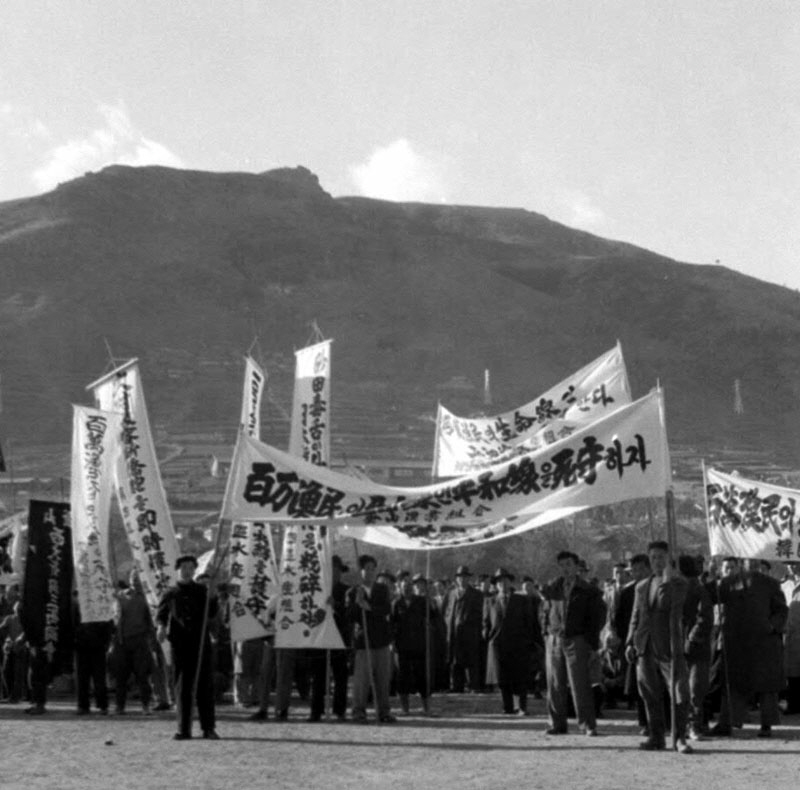
평화선 사수 어민 총궐기대회의 모습 1
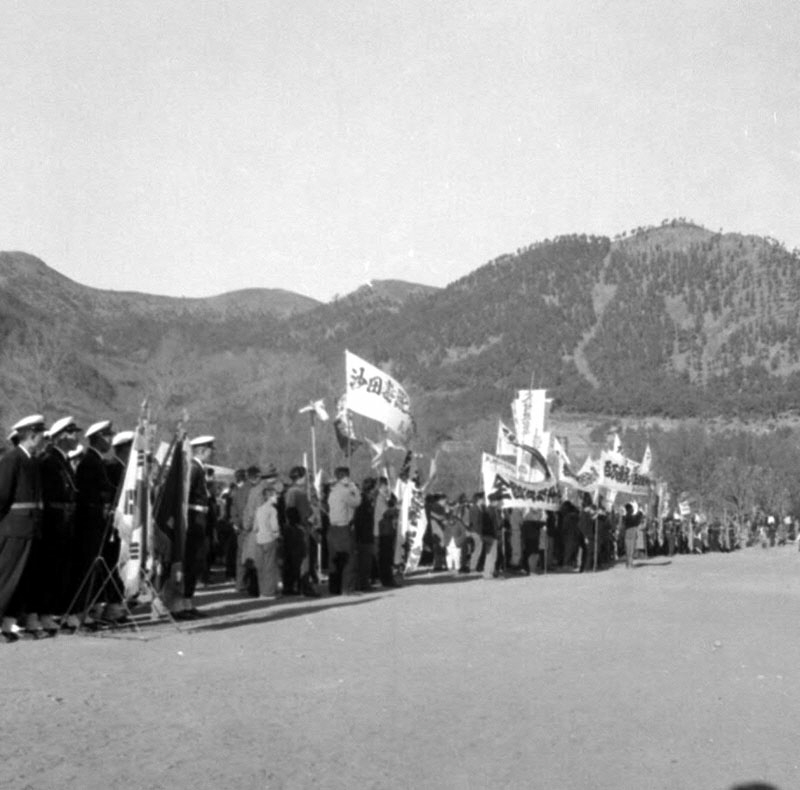
평화선 사수 어민 총궐기대회의 모습 2
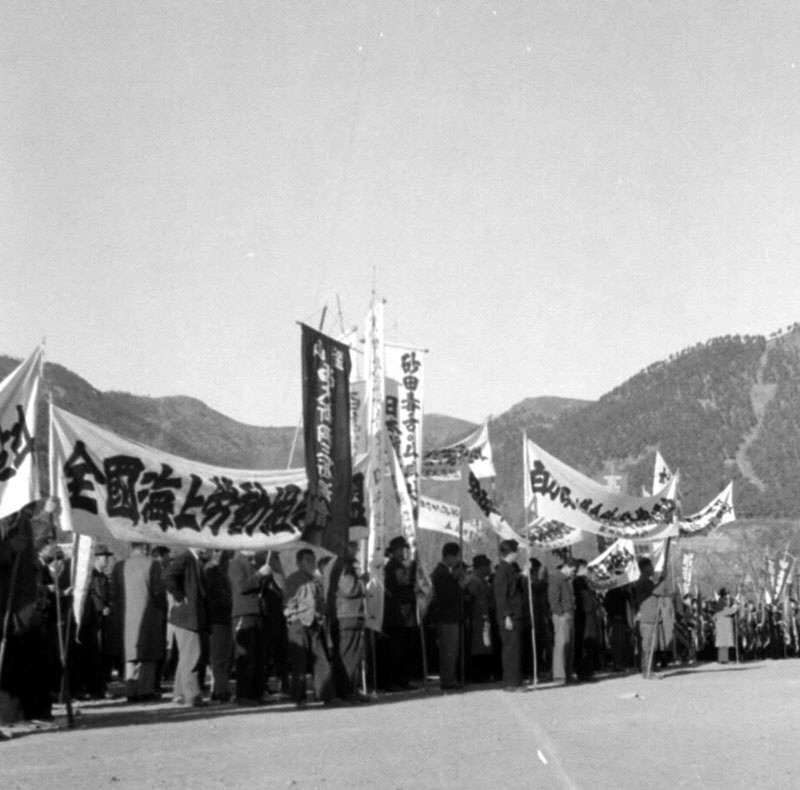
평화선 사수 어민 총궐기대회의 모습 3

## 일본의 반응
일본은 평화선의 선언에 대해 민감한 반응을 보이며 공해자유의 원칙을 내세워 반대하였다. 선언 직후인 1952년 1월 24일 성명을 통해 다음과 같이 발표하였다;
1. 미국·캐나다·일본의 어업 협정에서 공해의 자유가 인정된 것과 같이 공해 자유의 원칙이 인정되어야 한다.
2. 공해에 국가 주권을 일방적으로 선언한 전례는 없다.
3. 한일 양국의 친선을 위해 이는 신중히 검토되어야 한다.

한국보다 발달된 수산업으로 이 지역에서 당시 연간 23만 톤 이상의 어획고를 올려오던 일본으로서는 경제적 타격과 함께 영토의 위협으로 여긴 여론이 민감하게 반응하였다.
또한 1월 28일에는 일본의 자국 영토라고 주장하는 독도를 경계선 안에 넣은 것은 한국의 일방적인 영토 침략이라고 주장하였다.

## 대치 국면의 전개

### 대한민국의 강경 정책
대한민국은 선언 이후 1952년 10월 14일 대통령 긴급명령 제12호로 '포획심판령'을 제정 공포하고 포획심판소및 고등포획심판소를 개설 하였으며 1953년 해양경찰대 설치계획을 수립하고 이해말에 180톤급 경비정 6척으로 부산에서 한국해양경찰대를 창설하여 평화선을 침범하는 외국선박과 밀무역을 단속하도록 하였다.

### 일본과의 대치
평화선 설정 이후 한국정부는 동 어로저지선(漁撈沮止線)을 침범하는 일본어선을 나포(拿捕)하였다. 이에 일본은 해태 등 어로장비의 대 한국 수출금지 등 보복조치를 취하였다. 한·일 조약이 체결되어 어업문제가 해결될 때까지 평화선 문제는 한·일 양국간에 최대의 분쟁거리가 되었다. 그 후 1997년 일본은 일방적으로 직선기선을 선포해 어업중인 우리 어선을 나포하는 등 현재까지도 끊임없는 문제가 되고 있다.
1952년 2월 4일 일본어선 제1대방환호와 제2대방환호가 제주도 남쪽 해안의 평화선을 넘어 조업하다가 경찰에 적발되어 나포 도중 총격으로 제1대방환호의 선장 세토준지로(瀬戸重次郎)가 숨지는 사고가 일어났다. 이는 다이호마루 사건으로 잘 알려져 있다. 이후 대한민국 영해를 넘나드는 일본 선박에 대해서는 체포, 억류 등의 강경대응을 하여 1965년 한일국교 정상화로 평화선이 새로운 한일어업협정으로 대체되기 전까지 한국 해경은 328척의 일본 배와 3929명의 선원들을 나포, 억류하였으며, 나포한 일본 배를 해양경비대의 경비정으로 쓰게 하기도 했다.
1952년 5월 28일 일본 시마네현 어업시험장 소속의 시험선 '시마네마루(島根丸)'가 평화선을 넘는 일이 있었으며, 1953년 6월 27일에는 일본의 수산시험선이 독도에 정박해 상륙한 후 '島根縣 隱地郡 五箇村 竹島'라고 쓰여 있는 나무 기둥을 세운 사건이 일어났다.
대한민국의 이승만 대통령은 1952년 7월 18일 불법침입하여 조업하는 외국어선을 나포하라는 지시를 내렸다. 이에 일본 정부는 9월 20일 일본어선을 보호하기 위해 해상보안청감시선을 출동시켜 한국의 경비정과 마찰을 빚었다.
이후 유엔군 사령관 클라크 장군이 개입하여 조선민주주의인민공화국에 대한 방어와 밀수출입을 봉쇄하기 위한 '클라크라인'이라 불리는 해상방위수역을 선포하였는데 이는 평화선과 비슷한 형태였다. 이후 일본과의 마찰은 줄어들게 되었다.
1965년 한일국교정상화가 이루어지고 동시에 새로운 한일어업협정이 성립되기 전까지 이를 위반한 328척의 일본 선박과 3,929명의 일본인이 한국에 의해 나포되었다.

### 중화인민공화국과의 대치
1955년 12월 25일 대한민국의 해양경찰대 866정은 흑산도 서남방근해에서 평화선을 침범 조업 중이던 중국 어선 15척을 발견하였다. 이중 1척을 나포하였는데 이 과정에서 5~6척과 총격 교전이 있었다. 이때 4명의 대한민국 경찰관이 중국 배에 납치되어 중국으로 피랍되었으며 이후 12년 5개월간 수감 후 1967년 4월 22일 귀환하였다. 1960년 1월 10일 대한민국의 해양경찰대 701정은 서해 서청도 서방 62마일 해상에서 어선단을 발견하고 검문 중 총격전이 벌어졌다. 이 과정에서 2명이 순직하고 3명이 부상을 입었다.

### 한일 관계 정상화와 어업 협정
평화선과 이에 따른 독도문제 등에 대한 대한민국과 일본 사이의 영토분쟁은 침략 배상문제, 오무라 강제수용소 문제, 구보타 씨의 발언 문제와 함께 한일관계정상화에 커다란 걸림돌이었다. 1960년 3월 19일, 주미국 대사 양유찬은 일본 공동(共同) 통신기자와의 회견에서 한일간의 여러 문제에 관하여 다음과 같이 말하였다. △ 한일문제: 양유찬은 한국과 일본이 1960년 3월에 억류자를 상호석방하기로 한 합의는 양국간의 주요한 여러 가지 문제해결에 더한층의 진전을 약속해주는 것이라고 말하였다. 한 인터뷰에서 양유찬은 기타 모든 조건에 합의가 이루어진다면 논쟁 중인 한일간의 어로문제의 만족할만한 조정이 회담석상에서 이루어질 것이라고 말하였다. 그러나 양유찬은 어로선문제가 토의되기 전에 적어도 다음과 같은 일곱가지 문제가 해결되어야 한다고 언명하였다. 1. 제2차세계대전 전 또는 대전중에 일본으로 끌려간 한국인 노동자들에 대한 보상문제 2. 한국으로 송환되는 재일한교(韓僑)들이 재산을 반출할 수 있도록 하는 협정 3. 일본에 남아있기를 희망하는 한교들에게 강제송환의 공포를 없애기 위한 정당한 거주권의 인정 4. 한국국보의 반환 5. 일본에 있는 한국재산권의 해결 6. 일본에 가져간 한국 선박 7만5천톤의 반환 7. 한일간의 해저전신에 관한 문제의 해결 △ 영해문제: 이상의 조건 수락으로 평화선 문제는 해결되나 평화선문제와 영해문제는 별개의 것이다. △ 해양법 회의: 한국정부는 해양법회의에서 미국안을 지지하도록 대표들에게 훈령하였다. 그러나 평화선문제는 영해문제와는 별도로 한일양국 사이에서 해결되어야 한다. 양유찬은 이상 조건을 일본이 수락한다면 한일관계는 정상화되고 평화선문제와 어로문제는 해결될 것이라고 말하였다.
1965년 6월 22일 한일국교정상화가 이루어지고 동시에 '대한민국과 일본국간의 어업에 관한 협정'이 이루어지게 되었다. 그 내용은 다음과 같다;
1. 어업에 관한 수역으로서 12해리까지는 자국의 배타적 관할권을 행사할 수 있다.
2. 한국의 관할 수역 밖의 주변에 공동규제수역을 설정하고, 이 수역에서는 주요 어업의 어선규모·어로기(漁撈期)·최고 출어 어선수·집어등(集魚燈)의 광도(光度)·총어획 기준량 등이 규제된다.
3. 공동규제수역 외연(外延)인 동경 132˚ 서쪽으로부터 북위 30˚ 이북에 공동자원조사수역을 설치한다.
4. 한·일어업공동위원회를 설치하여 어업자원의 과학적인 조사, 규제조치의 권고를 한다.
5. 한국측은 수산업협동조합중앙회, 일본측은 대일본수산회의 두 나라 민간단체로 한·일 민간어업협의회를 설치하여 조업질서의 유지와 사고처리에 관한 결정과 실무처리를 담당한다.

이 어업협정은 1998년 1월에 일본 정부에 의해 일방 파기 통보되었으며 양국은 이후 새로운 교섭을 통해 신한일어업협정을 1998년 9월에 타결시켰다.

## 결과
한일관계정상화에 따른 어업협정으로 13년 동안의 분쟁은 일본이 어업협력금액으로 한국에 9천만 달러(영세어민용 4천만 달러는 정부차관 형식, 이자는 5%. 그외 5천만 달러는 민간차관 형식. 이자는 5.75%)를 공여키로 합의했다. 아울러 양국간 분쟁이 발생했을 때는 국제사법재판소보다는 양국간 외교교섭을 통해 해결하기로 약속하였다.
이로써 분쟁은 일단락을 짓게 되었으나 독도문제 등은 깨끗이 해결하지 못한 과제로 남게 되었다. 이는 1998년에 새로 맺은 한일어업협정에서도 마찬가지로 독도 분쟁에 대한 확실한 해결을 하지 못했다. 이에 대해 대한민국 정부의 공식입장은 독도 분쟁과 한일어업협정은 별개의 사안이라는 것이다.
현재 평화선을 대체하고 있는 신한일어업협정에서는 배타적 경제수역을 설정하고 동해와 남해상에 한일공동관리수역을 두어 관리하도록 하였다.

## 의의
한일 회담에 임하여 불성실한 태도를 보이는 일본에게 심리적 압력을 주어 유리한 고지를 점하는 동시에 한국 어족 자원을 보호하고 한국 주권을 내외에 선양한 이승만의 가장 큰 업적 중 하나로 꼽힌다.

## 같이 보기
- 한일 분쟁
  - 대마도 분쟁
  - 독도 분쟁
    - 죽도자료실(竹島資料室)
- 맥아더 라인
- 제1차 대방환사건(第一大邦丸事件)
- 러스크 서한
  - 밴 플리트 극동사절단 보고서
- 이승만
- 이어도
- 독도